# 맛카리촌
맛카리촌(일본어: 真狩村)은 일본 홋카이도 시리베시 종합진흥국 관내의 아부타군에 있는 촌이다.

## 지명의 유래
‘맛카리’라는 이름은 이곳을 흐르는 맛카리강에서 유래하며, 맛카리강은 아이누어의 ‘맛카리벳’(마크·칼리·페트)을 줄인 것으로 ‘뒤로 도는 강’을 의미한다. 맛카리강이 시리베쓰강에서 갈라져 요테이 산을 둘러싸며 흐르는 모습을 의미하는 것으로 보인다.

## 지리
홋카이도 중서부에 있고 도야호 북쪽, 성층화산의 지형이 아름다운 요테이산 기슭, 시리베쓰강 수계의 맛카리강·지라이베쓰강 유역에 위치한다.

### 인접한 자치체
- 시리베시 종합진흥국
  - 아부타군 굿찬정, 교고쿠정, 니세코정, 기모베쓰정, 루스쓰촌

- 이부리 종합진흥국
  - 아부타군 도요우라정, 도야코정

## 역사
- 1897년 - 맛카리촌이 성립하였다.
- 1901년 - 가리부토촌(현 니세코정)이 분리되었다.
- 1922년 - 맛카리촌의 일부가 맛카리베쓰촌으로 분리되었다. 맛카리촌은 루스쓰촌으로 개칭하였다.
- 1941년 - 맛카리베쓰촌이 맛카리촌으로 개칭하였다.

## 산업
농업이 기간산업이다. 주요 작물은 감자, 무, 인삼 등이다.

## 기후
| 맛카리촌의 기후                                              | 맛카리촌의 기후 | 맛카리촌의 기후 | 맛카리촌의 기후 | 맛카리촌의 기후 | 맛카리촌의 기후 | 맛카리촌의 기후 | 맛카리촌의 기후 | 맛카리촌의 기후 | 맛카리촌의 기후 | 맛카리촌의 기후 | 맛카리촌의 기후 | 맛카리촌의 기후 | 맛카리촌의 기후 |
| 월                                                           | 1월             | 2월             | 3월             | 4월             | 5월             | 6월             | 7월             | 8월             | 9월             | 10월            | 11월            | 12월            | 연간            |
| ------------------------------------------------------------ | --------------- | --------------- | --------------- | --------------- | --------------- | --------------- | --------------- | --------------- | --------------- | --------------- | --------------- | --------------- | --------------- |
| 역대 최고 기온 °C (°F)                                       | 6.9 (44.4)      | 8.4 (47.1)      | 10.8 (51.4)     | 21.4 (70.5)     | 28.8 (83.8)     | 32.0 (89.6)     | 32.3 (90.1)     | 32.3 (90.1)     | 29.7 (85.5)     | 23.6 (74.5)     | 16.4 (61.5)     | 12.1 (53.8)     | 32.3 (90.1)     |
| 일평균 최고 기온 °C (°F)                                     | −3.9 (25.0)     | −3.0 (26.6)     | 0.9 (33.6)      | 7.2 (45.0)      | 15.0 (59.0)     | 19.2 (66.6)     | 22.5 (72.5)     | 23.4 (74.1)     | 19.8 (67.6)     | 13.0 (55.4)     | 5.1 (41.2)      | −1.7 (28.9)     | 9.8 (49.6)      |
| 일일 평균 기온 °C (°F)                                       | −6.6 (20.1)     | −6.1 (21.0)     | −2.5 (27.5)     | 3.2 (37.8)      | 9.8 (49.6)      | 14.1 (57.4)     | 18.0 (64.4)     | 19.0 (66.2)     | 15.1 (59.2)     | 8.6 (47.5)      | 1.7 (35.1)      | −4.4 (24.1)     | 5.8 (42.5)      |
| 일평균 최저 기온 °C (°F)                                     | −10.4 (13.3)    | −10.1 (13.8)    | −6.6 (20.1)     | −0.9 (30.4)     | 4.8 (40.6)      | 9.6 (49.3)      | 14.3 (57.7)     | 15.1 (59.2)     | 10.5 (50.9)     | 4.1 (39.4)      | −2.0 (28.4)     | −7.9 (17.8)     | 1.7 (35.1)      |
| 역대 최저 기온 °C (°F)                                       | −22.1 (−7.8)    | −21.9 (−7.4)    | −18.0 (−0.4)    | −12.5 (9.5)     | −3.7 (25.3)     | 0.3 (32.5)      | 5.9 (42.6)      | 4.8 (40.6)      | 0.1 (32.2)      | −4.6 (23.7)     | −12.1 (10.2)    | −18.5 (−1.3)    | −22.1 (−7.8)    |
| 평균 강수량 mm (인치)                                        | 116.6 (4.59)    | 87.4 (3.44)     | 81.5 (3.21)     | 66.7 (2.63)     | 81.9 (3.22)     | 65.4 (2.57)     | 115.1 (4.53)    | 161.4 (6.35)    | 145.5 (5.73)    | 112.2 (4.42)    | 143.9 (5.67)    | 152.6 (6.01)    | 1,333.8 (52.51) |
| 평균 강수일수 (≥ 1.0 mm)                                     | 22.1            | 18.8            | 16.9            | 11.5            | 10.8            | 9.4             | 11.4            | 11.9            | 12.7            | 14.5            | 19.0            | 23.1            | 182.1           |
| 평균 월간 일조시간                                           | 33.1            | 45.3            | 89.6            | 149.5           | 178.1           | 157.3           | 130.8           | 127.3           | 141.9           | 121.5           | 59.6            | 25.8            | 1,259.8         |
| 출처: 일본 기상청 (평년값: 1991년~2020년, 극값: 1978년~현재) |                 |                 |                 |                 |                 |                 |                 |                 |                 |                 |                 |                 |                 |